# Europees kampioenschap handbal vrouwen 2018 (kwalificatie)
De kwalificatie voor het Europees kampioenschap handbal vrouwen 2018 was een reeks wedstrijden in het handbal die uitmaakte welke landen mochten deelnemen aan het Europees kampioenschap handbal vrouwen 2018.

## Kwalificatiesysteem

### Plaatsing
De loting voor de kwalificatieronde vond plaats op 20 maart 2017 in Wenen, Oostenrijk. Het gastland, Frankrijk, had zich automatisch geplaatst voor het eindtoernooi. De overige 30 landenteams zijn verdeeld over verschillende potten op basis van de "EHF landenteam ranglijst voor vrouwen". Deze teams zijn zo verdeeld dat in elke poule één team per pot zit. De vier teams die het laagst stonden op de ranglijst van de EHF.

### Speeldata
- Kwalificatie fase 1 : 9 - 11 juni 2017
- Ronde 1 & 2: 27 september en 1 oktober 2017
- Ronde 3 & 4: 21 - 25 maart 2018
- Ronde 5 & 6: 30 mei - 3 juni 2018

## Kwalificatie fase 1
|  | Gekwalificeerd voor de 2e kwalificatieronde |

Alle tijden zijn lokaal

#### Groep A
| Pos | Team        | Wed | W | G | V | DV | DT | DS  | Ptn |
| --- | ----------- | --- | - | - | - | -- | -- | --- | --- |
| 1   | Faeröer     | 2   | 2 | 0 | 0 | 45 | 41 | +4  | 4   |
| 2   | Griekenland | 2   | 1 | 0 | 1 | 53 | 45 | +8  | 2   |
| 3   | Finland     | 2   | 0 | 0 | 2 | 37 | 49 | −12 | 0   |

| Vrijdag 9 juni 2017 19:00 | Griekenland | 29–20   | Finland        | O.A.C.A. Olympic Indoor Hall, Athene Toeschouwers: 700 Scheidsrechters: Manea, Iliescu (ROU) |
| Vrijdag 9 juni 2017 19:00 | Tsakalou 7  | (16–11) | vier spelers 3 | O.A.C.A. Olympic Indoor Hall, Athene Toeschouwers: 700 Scheidsrechters: Manea, Iliescu (ROU) |
| Vrijdag 9 juni 2017 19:00 | 3× 4×       | verslag | 3× 4×          | O.A.C.A. Olympic Indoor Hall, Athene Toeschouwers: 700 Scheidsrechters: Manea, Iliescu (ROU) |

| Zaterdag 10 juni 2017 19:00 | Faeröer           | 25–24   | Griekenland | O.A.C.A. Olympic Indoor Hall, Athene Toeschouwers: 800 Scheidsrechters: Manea, Iliescu (ROU) |
| Zaterdag 10 juni 2017 19:00 | Armgarðardóttir 9 | (15–10) | Tsakalou 9  | O.A.C.A. Olympic Indoor Hall, Athene Toeschouwers: 800 Scheidsrechters: Manea, Iliescu (ROU) |
| Zaterdag 10 juni 2017 19:00 | 3× 6×             | verslag | 3×          | O.A.C.A. Olympic Indoor Hall, Athene Toeschouwers: 800 Scheidsrechters: Manea, Iliescu (ROU) |

| Zondag 11 juni 2017 15:00 | Finland          | 17–20   | Faeröer           | O.A.C.A. Olympic Indoor Hall, Athene Toeschouwers: 300 Scheidsrechters: Manea, Iliescu (ROU) |
| Zondag 11 juni 2017 15:00 | Hilli, Näräkkä 4 | (5–8)   | Armgarðardóttir 6 | O.A.C.A. Olympic Indoor Hall, Athene Toeschouwers: 300 Scheidsrechters: Manea, Iliescu (ROU) |
| Zondag 11 juni 2017 15:00 | 3× 1×            | verslag | 2× 3×             | O.A.C.A. Olympic Indoor Hall, Athene Toeschouwers: 300 Scheidsrechters: Manea, Iliescu (ROU) |

#### Groep B
| Pos | Team    | Wed | W | G | V | DV | DT | DS  | Ptn |
| --- | ------- | --- | - | - | - | -- | -- | --- | --- |
| 1   | Kosovo  | 2   | 2 | 0 | 0 | 62 | 44 | +18 | 4   |
| 2   | Israël  | 2   | 1 | 0 | 1 | 56 | 59 | −3  | 2   |
| 3   | Georgië | 2   | 0 | 0 | 2 | 46 | 61 | −15 | 0   |

| Vrijdag 9 juni 2017 18:00 | Georgië        | 27–31   | Israël       | Palace of Youth and Sports, Pristina Toeschouwers: 150 Scheidsrechters: Markovska, Vutov (BUL) |
| Vrijdag 9 juni 2017 18:00 | Kunelashvili 7 | (10–14) | Ben Itzhak 9 | Palace of Youth and Sports, Pristina Toeschouwers: 150 Scheidsrechters: Markovska, Vutov (BUL) |
| Vrijdag 9 juni 2017 18:00 | 3× 5×          | verslag | 3× 7×        | Palace of Youth and Sports, Pristina Toeschouwers: 150 Scheidsrechters: Markovska, Vutov (BUL) |

| Zaterdag 10 juni 2017 18:00 | Kosovo   | 30–19   | Georgië        | Palace of Youth and Sports, Pristina Toeschouwers: 650 Scheidsrechters: Markovska, Vutov (BUL) |
| Zaterdag 10 juni 2017 18:00 | Demaj 11 | (16–7)  | drie spelers 4 | Palace of Youth and Sports, Pristina Toeschouwers: 650 Scheidsrechters: Markovska, Vutov (BUL) |
| Zaterdag 10 juni 2017 18:00 | 3× 4×    | verslag | 3× 4× 1×       | Palace of Youth and Sports, Pristina Toeschouwers: 650 Scheidsrechters: Markovska, Vutov (BUL) |

| Zondag 11 juni 2017 18:00 | Israël   | 25–32   | Kosovo   | Palace of Youth and Sports, Pristina Toeschouwers: 700 Scheidsrechters: Markovska, Vutov (BUL) |
| Zondag 11 juni 2017 18:00 | Vakrat 6 | (12–12) | Demaj 16 | Palace of Youth and Sports, Pristina Toeschouwers: 700 Scheidsrechters: Markovska, Vutov (BUL) |
| Zondag 11 juni 2017 18:00 | 3× 6× 1× | verslag | 3× 5×    | Palace of Youth and Sports, Pristina Toeschouwers: 700 Scheidsrechters: Markovska, Vutov (BUL) |

## Kwalificatiefase 2
De kwalificatiegroepen werden gespeeld volgens het round-robinprincipe, met uit- en thuiswedstrijden van september 2017 tot en met juni 2018. De twee beste teams van elke groep kwalificeerden zich voor het eindtoernooi, alsmede de beste nummer 3. Voor het bepalen van de beste nummer 3, werden de resultaten tegen het laagst geklasseerde team van de groep geëlimineerd.
De loting werd gehouden op 21 april 2017.

### Plaatsing
| Pot 1                                                            | Pot 2                                                     | Pot 3                                                                      | Pot 4                                                       |
| ---------------------------------------------------------------- | --------------------------------------------------------- | -------------------------------------------------------------------------- | ----------------------------------------------------------- |
| Noorwegen Nederland Roemenië Denemarken Zweden Spanje Montenegro | Rusland Duitsland Polen Hongarije Servië Tsjechië Kroatië | Slowakije Slovenië Oekraïne Oostenrijk Wit-Rusland Turkije Noord-Macedonië | Italië IJsland Litouwen Portugal Zwitserland Faeröer Kosovo |

De loting voor de kwalificatie leidde tot de zeven onderstaande groepen.
Alle tijden zijn lokaal.

### Groep 1
| Pos | Team        | Wed | W | G | V | Ptn | DV  | DT  | +/− | Kwalificatie |
| --- | ----------- | --- | - | - | - | --- | --- | --- | --- | ------------ |
| 1   | Noorwegen   | 6   | 6 | 0 | 0 | 12  | 196 | 125 | +71 | Eindtoernooi |
| 2   | Kroatië     | 6   | 3 | 0 | 3 | 6   | 167 | 160 | +7  | Eindtoernooi |
| 3   | Zwitserland | 6   | 2 | 0 | 4 | 4   | 117 | 171 | −54 |              |
| 4   | Oekraïne    | 6   | 1 | 0 | 5 | 2   | 130 | 154 | −24 |              |

| Woensdag 27 september 2017 18:00 | Kroatië | 32–28   | Zwitserland | Športska dvorana Sutinska vrela, Zagreb Toeschouwers: 250 Scheidsrechters: Martins, Martins (POR) |
| Woensdag 27 september 2017 18:00 | Vidak 7 | (19–12) | Scherer 8   | Športska dvorana Sutinska vrela, Zagreb Toeschouwers: 250 Scheidsrechters: Martins, Martins (POR) |
| Woensdag 27 september 2017 18:00 | 3×      | verslag | 2× 3×       | Športska dvorana Sutinska vrela, Zagreb Toeschouwers: 250 Scheidsrechters: Martins, Martins (POR) |

| Woensdag 27 september 2017 18:15 | Noorwegen                    | 35–22   | Oekraïne      | Stjørdalshallen, Stjørdal Toeschouwers: 2.878 Scheidsrechters: Šniurevičius, Grigalionis (LTU) |
| Woensdag 27 september 2017 18:15 | Brattset, Røsberg Jacobsen 8 | (19–13) | Borshchenko 5 | Stjørdalshallen, Stjørdal Toeschouwers: 2.878 Scheidsrechters: Šniurevičius, Grigalionis (LTU) |
| Woensdag 27 september 2017 18:15 | 2× 1×                        | verslag | 3× 2×         | Stjørdalshallen, Stjørdal Toeschouwers: 2.878 Scheidsrechters: Šniurevičius, Grigalionis (LTU) |

| Zondag 1 oktober 2017 17:00 | Zwitserland    | 12–29   | Noorwegen        | Stadhalle Kleinholz, Olten Toeschouwers: 1.675 Scheidsrechters: Marić, Mašić (SRB) |
| Zondag 1 oktober 2017 17:00 | vijf spelers 2 | (5–12)  | V. Kristiansen 5 | Stadhalle Kleinholz, Olten Toeschouwers: 1.675 Scheidsrechters: Marić, Mašić (SRB) |
| Zondag 1 oktober 2017 17:00 | 3× 1×          | verslag | 2×               | Stadhalle Kleinholz, Olten Toeschouwers: 1.675 Scheidsrechters: Marić, Mašić (SRB) |

| Zondag 1 oktober 2017 19:00 | Oekraïne   | 26–22   | Kroatië     | Sport Manezh of Sumy State University, Sumy Toeschouwers: 1.000 Scheidsrechters: Florescu, Stoia (ROU) |
| Zondag 1 oktober 2017 19:00 | Volovnyk 8 | (16–11) | Mičijević 7 | Sport Manezh of Sumy State University, Sumy Toeschouwers: 1.000 Scheidsrechters: Florescu, Stoia (ROU) |
| Zondag 1 oktober 2017 19:00 | 3× 2×      | verslag | 3×          | Sport Manezh of Sumy State University, Sumy Toeschouwers: 1.000 Scheidsrechters: Florescu, Stoia (ROU) |

| Woensdag 21 maart 2018 18:00 | Kroatië   | 25–32   | Noorwegen     | Dom Sportova, Zagreb Toeschouwers: 600 Scheidsrechters: Alpaidze, Berezkina (RUS) |
| Woensdag 21 maart 2018 18:00 | Peraica 8 | (10–18) | Kristiansen 9 | Dom Sportova, Zagreb Toeschouwers: 600 Scheidsrechters: Alpaidze, Berezkina (RUS) |
| Woensdag 21 maart 2018 18:00 | 2× 5×     | verslag | 2×            | Dom Sportova, Zagreb Toeschouwers: 600 Scheidsrechters: Alpaidze, Berezkina (RUS) |

| Woensdag 21 maart 2018 20:00 | Zwitserland | 21–15   | Oekraïne  | GoEasy Arena, Würenlingen Toeschouwers: 1.175 Scheidsrechters: Doychinov, Goretsov (BUL) |
| Woensdag 21 maart 2018 20:00 | Weigelt 6   | (9–7)   | Snopova 5 | GoEasy Arena, Würenlingen Toeschouwers: 1.175 Scheidsrechters: Doychinov, Goretsov (BUL) |
| Woensdag 21 maart 2018 20:00 | 2× 3×       | verslag | 2× 5×     | GoEasy Arena, Würenlingen Toeschouwers: 1.175 Scheidsrechters: Doychinov, Goretsov (BUL) |

| Zondag 25 maart 2018 18:15 | Noorwegen  | 33–27   | Kroatië   | Nadderud Arena, Bekkestua Toeschouwers: 1.921 Scheidsrechters: Pech, Vágvölgyi (HUN) |
| Zondag 25 maart 2018 18:15 | Kurtović 7 | (13–12) | Posavec 5 | Nadderud Arena, Bekkestua Toeschouwers: 1.921 Scheidsrechters: Pech, Vágvölgyi (HUN) |
| Zondag 25 maart 2018 18:15 | 3× 5×      | verslag | 3× 9×     | Nadderud Arena, Bekkestua Toeschouwers: 1.921 Scheidsrechters: Pech, Vágvölgyi (HUN) |

| Zondag 25 maart 2018 19:00 | Oekraïne       | 21–22   | Zwitserland    | Palace of Sports, Kiev Toeschouwers: 1.950 Scheidsrechters: Bennani, Bennani (SWE) |
| Zondag 25 maart 2018 19:00 | Borshchenko 10 | (9–9)   | drie spelers 5 | Palace of Sports, Kiev Toeschouwers: 1.950 Scheidsrechters: Bennani, Bennani (SWE) |
| Zondag 25 maart 2018 19:00 | 3× 1×          | verslag | 3× 4×          | Palace of Sports, Kiev Toeschouwers: 1.950 Scheidsrechters: Bennani, Bennani (SWE) |

| Woensdag 30 mei 2018 19:00 | Oekraïne | 21–26   | Noorwegen                          | Palace of Sports, Kiev Toeschouwers: 1.500 Scheidsrechters: Brkic, Jusufhodzic (AUT) |
| Woensdag 30 mei 2018 19:00 | Glibko 7 | (8–10)  | V. Kristiansen, Røsberg Jacobsen 5 | Palace of Sports, Kiev Toeschouwers: 1.500 Scheidsrechters: Brkic, Jusufhodzic (AUT) |
| Woensdag 30 mei 2018 19:00 | 3×       | verslag | 2×                                 | Palace of Sports, Kiev Toeschouwers: 1.500 Scheidsrechters: Brkic, Jusufhodzic (AUT) |

| Woensdag 30 mei 2018 20:00 | Zwitserland | 16–33   | Kroatië     | Sursee Stadthalle, Sursee Toeschouwers: 1.725 Scheidsrechters: Vranes, Wenninger (AUT) |
| Woensdag 30 mei 2018 20:00 | Weigelt 5   | (8–13)  | Mičijević 7 | Sursee Stadthalle, Sursee Toeschouwers: 1.725 Scheidsrechters: Vranes, Wenninger (AUT) |
| Woensdag 30 mei 2018 20:00 | 2× 5×       | verslag | 2× 6× 1×    | Sursee Stadthalle, Sursee Toeschouwers: 1.725 Scheidsrechters: Vranes, Wenninger (AUT) |

| Zaterdag 2 juni 2018 18:00 | Kroatië   | 28–25   | Oekraïne | Borovo Sports Hall, Vukovar Toeschouwers: 900 Scheidsrechters: Ben-Dan, Faran (ISR) |
| Zaterdag 2 juni 2018 18:00 | Peraica 7 | (15–12) | Glibko 8 | Borovo Sports Hall, Vukovar Toeschouwers: 900 Scheidsrechters: Ben-Dan, Faran (ISR) |
| Zaterdag 2 juni 2018 18:00 | 3× 6×     | verslag | 3× 4×    | Borovo Sports Hall, Vukovar Toeschouwers: 900 Scheidsrechters: Ben-Dan, Faran (ISR) |

| Zaterdag 2 juni 2018 19:15 | Noorwegen | 41–18   | Zwitserland | Boligmappa Arena Larvik, Larvik Toeschouwers: 2.325 Scheidsrechters: Hatipoğlu, Şimşek (TUR) |
| Zaterdag 2 juni 2018 19:15 | Solberg 9 | (16–6)  | Weigelt 4   | Boligmappa Arena Larvik, Larvik Toeschouwers: 2.325 Scheidsrechters: Hatipoğlu, Şimşek (TUR) |
| Zaterdag 2 juni 2018 19:15 | 3× 1×     | verslag | 3× 2×       | Boligmappa Arena Larvik, Larvik Toeschouwers: 2.325 Scheidsrechters: Hatipoğlu, Şimşek (TUR) |

### Groep 2
| Pos | Team       | Wed | W | G | V | Ptn | DV  | DT  | +/− | Kwalificatie |
| --- | ---------- | --- | - | - | - | --- | --- | --- | --- | ------------ |
| 1   | Montenegro | 6   | 6 | 0 | 0 | 12  | 161 | 128 | +33 | Eindtoernooi |
| 2   | Polen      | 6   | 4 | 0 | 2 | 8   | 171 | 138 | +33 | Eindtoernooi |
| 3   | Slowakije  | 6   | 2 | 0 | 4 | 4   | 129 | 143 | −14 |              |
| 4   | Italië     | 6   | 0 | 0 | 6 | 0   | 113 | 165 | −52 |              |

| Woensdag 27 september 2017 18:00 | Polen      | 40–13   | Italië    | Hala RCS, Lubin Toeschouwers: 1.900 Scheidsrechters: Frieser, Kavulič (CZE) |
| Woensdag 27 september 2017 18:00 | Lisewska 7 | (16–8)  | Rotondo 6 | Hala RCS, Lubin Toeschouwers: 1.900 Scheidsrechters: Frieser, Kavulič (CZE) |
| Woensdag 27 september 2017 18:00 | 1×         | verslag | 3×        | Hala RCS, Lubin Toeschouwers: 1.900 Scheidsrechters: Frieser, Kavulič (CZE) |

| Donderdag 28 september 2017 17:00 | Montenegro | 24–23   | Slowakije   | Topolica Sport Hall, Bar Toeschouwers: 2.100 Scheidsrechters: Pandžić, Šatordžija (BIH) |
| Donderdag 28 september 2017 17:00 | Jauković 8 | (14–12) | Rajnohová 4 | Topolica Sport Hall, Bar Toeschouwers: 2.100 Scheidsrechters: Pandžić, Šatordžija (BIH) |
| Donderdag 28 september 2017 17:00 | 3× 6×      | verslag | 3× 5×       | Topolica Sport Hall, Bar Toeschouwers: 2.100 Scheidsrechters: Pandžić, Šatordžija (BIH) |

| Zondag 1 oktober 2017 16:00 | Slowakije    | 20–29   | Polen          | City Sport Hall Nitra, Nitra Toeschouwers: 1.000 Scheidsrechters: Ilieva, Karbeska (MKD) |
| Zondag 1 oktober 2017 16:00 | Jakubisová 5 | (9–13)  | Kudłacz-Gloc 7 | City Sport Hall Nitra, Nitra Toeschouwers: 1.000 Scheidsrechters: Ilieva, Karbeska (MKD) |
| Zondag 1 oktober 2017 16:00 | 2× 3×        | verslag | 2× 3×          | City Sport Hall Nitra, Nitra Toeschouwers: 1.000 Scheidsrechters: Ilieva, Karbeska (MKD) |

| Zondag 1 oktober 2017 16:30 | Italië   | 16–23   | Montenegro | Palasport San Filippo, Brescia Toeschouwers: 2.000 Scheidsrechters: Smailagic, Smailagic (SWE) |
| Zondag 1 oktober 2017 16:30 | Landri 5 | (5–12)  | Ujkić 6    | Palasport San Filippo, Brescia Toeschouwers: 2.000 Scheidsrechters: Smailagic, Smailagic (SWE) |
| Zondag 1 oktober 2017 16:30 | 3× 4×    | verslag | 3× 5×      | Palasport San Filippo, Brescia Toeschouwers: 2.000 Scheidsrechters: Smailagic, Smailagic (SWE) |

| Woensdag 21 maart 2018 17:45 | Polen                    | 20–26   | Montenegro | Gdynia Sports Arena, Gdynia Toeschouwers: 2.050 Scheidsrechters: Năstase, Stancu (ROU) |
| Woensdag 21 maart 2018 17:45 | Kudłacz-Gloc, Lisewska 5 | (9–14)  | Raičević 8 | Gdynia Sports Arena, Gdynia Toeschouwers: 2.050 Scheidsrechters: Năstase, Stancu (ROU) |
| Woensdag 21 maart 2018 17:45 | 3×                       | verslag | 2× 4×      | Gdynia Sports Arena, Gdynia Toeschouwers: 2.050 Scheidsrechters: Năstase, Stancu (ROU) |

| Woensdag 21 maart 2018 18:15 | Italië         | 20–21   | Slowakije            | PalaGolfo, Follonica Toeschouwers: 1.500 Scheidsrechters: Cabrejas, Sánchez (ESP) |
| Woensdag 21 maart 2018 18:15 | Niederwieser 5 | (8–6)   | Holešová, Szarková 6 | PalaGolfo, Follonica Toeschouwers: 1.500 Scheidsrechters: Cabrejas, Sánchez (ESP) |
| Woensdag 21 maart 2018 18:15 | 2× 3×          | verslag | 3×                   | PalaGolfo, Follonica Toeschouwers: 1.500 Scheidsrechters: Cabrejas, Sánchez (ESP) |

| Zaterdag 24 maart 2018 15:00 | Slowakije  | 20–17   | Italië         | Mestská športová hala Šaľa, Šaľa Toeschouwers: 1.200 Scheidsrechters: Barysas, Petrušis (LTU) |
| Zaterdag 24 maart 2018 15:00 | Holešová 7 | (8–11)  | vier spelers 3 | Mestská športová hala Šaľa, Šaľa Toeschouwers: 1.200 Scheidsrechters: Barysas, Petrušis (LTU) |
| Zaterdag 24 maart 2018 15:00 | 2× 5×      | verslag | 2× 8×          | Mestská športová hala Šaľa, Šaľa Toeschouwers: 1.200 Scheidsrechters: Barysas, Petrušis (LTU) |

| Zaterdag 24 maart 2018 18:00 | Montenegro   | 33–23   | Polen             | ADA Sport Centre, Pljevlja Toeschouwers: 4.000 Scheidsrechters: Horváth, Marton (HUN) |
| Zaterdag 24 maart 2018 18:00 | Radičević 11 | (14–13) | Grzyb, Lisewska 6 | ADA Sport Centre, Pljevlja Toeschouwers: 4.000 Scheidsrechters: Horváth, Marton (HUN) |
| Zaterdag 24 maart 2018 18:00 | 3× 5×        | verslag | 1× 3×             | ADA Sport Centre, Pljevlja Toeschouwers: 4.000 Scheidsrechters: Horváth, Marton (HUN) |

| Donderdag 31 mei 2018 19:00 | Slowakije  | 24–27   | Montenegro | Chemkostav Aréna, Michalovce Toeschouwers: 1.200 Scheidsrechters: Martins, Martins (POR) |
| Donderdag 31 mei 2018 19:00 | Szarková 6 | (10–11) | Raičević 8 | Chemkostav Aréna, Michalovce Toeschouwers: 1.200 Scheidsrechters: Martins, Martins (POR) |
| Donderdag 31 mei 2018 19:00 | 3×         | verslag | 3×         | Chemkostav Aréna, Michalovce Toeschouwers: 1.200 Scheidsrechters: Martins, Martins (POR) |

| Donderdag 31 mei 2018 20:30 | Italië         | 25–33   | Polen          | Palazzetto dello Sport Corrado Roma, Pescara Toeschouwers: 1.200 Scheidsrechters: Cindrić, Gonzurek (CRO) |
| Donderdag 31 mei 2018 20:30 | Niederwieser 7 | (8–16)  | Kudłacz-Gloc 9 | Palazzetto dello Sport Corrado Roma, Pescara Toeschouwers: 1.200 Scheidsrechters: Cindrić, Gonzurek (CRO) |
| Donderdag 31 mei 2018 20:30 | 3×             | verslag | 2× 3×          | Palazzetto dello Sport Corrado Roma, Pescara Toeschouwers: 1.200 Scheidsrechters: Cindrić, Gonzurek (CRO) |

| Zaterdag 2 juni 2018 18:00 | Montenegro | 28–22   | Italië              | Verde Complex Sala, Podgorica Toeschouwers: 1.350 Scheidsrechters: Christidi, Papamattheou (GRE) |
| Zaterdag 2 juni 2018 18:00 | Ujkić 5    | (16–8)  | Del Balzo, Landri 4 | Verde Complex Sala, Podgorica Toeschouwers: 1.350 Scheidsrechters: Christidi, Papamattheou (GRE) |
| Zaterdag 2 juni 2018 18:00 | 1× 2×      | verslag | 3× 2×               | Verde Complex Sala, Podgorica Toeschouwers: 1.350 Scheidsrechters: Christidi, Papamattheou (GRE) |

| Zondag 3 juni 2018 18:30 | Polen    | 26–21   | Slowakije   | Hala Widowiskowo Sportowa, Koszalin Toeschouwers: 2.500 Scheidsrechters: Gasmi, Gasmi (FRA) |
| Zondag 3 juni 2018 18:30 | Drabik 6 | (12–7)  | Rajnohová 6 | Hala Widowiskowo Sportowa, Koszalin Toeschouwers: 2.500 Scheidsrechters: Gasmi, Gasmi (FRA) |
| Zondag 3 juni 2018 18:30 | 3× 5×    | verslag | 2× 5×       | Hala Widowiskowo Sportowa, Koszalin Toeschouwers: 2.500 Scheidsrechters: Gasmi, Gasmi (FRA) |

### Groep 3
| Pos | Team            | Wed | W | G | V | Ptn | DV  | DT  | +/− | Kwalificatie |
| --- | --------------- | --- | - | - | - | --- | --- | --- | --- | ------------ |
| 1   | Servië          | 6   | 5 | 0 | 1 | 10  | 197 | 148 | +49 | Eindtoernooi |
| 2   | Zweden          | 6   | 5 | 0 | 1 | 10  | 189 | 134 | +55 | Eindtoernooi |
| 3   | Noord-Macedonië | 6   | 2 | 0 | 4 | 4   | 153 | 177 | −24 |              |
| 4   | Faeröer         | 6   | 0 | 0 | 6 | 0   | 104 | 184 | −80 |              |

1. 1 2  Serbia 60–54 Sweden

| Donderdag 28 september 2017 18:00 | Servië         | 36–20   | Faeröer           | Sportska hala „Dragutin Tomašević“, Petrovac Toeschouwers: 1.600 Scheidsrechters: Jović, Arnautović (BIH) |
| Donderdag 28 september 2017 18:00 | Krpež Slezak 7 | (16–9)  | Armgarðardóttir 5 | Sportska hala „Dragutin Tomašević“, Petrovac Toeschouwers: 1.600 Scheidsrechters: Jović, Arnautović (BIH) |
| Donderdag 28 september 2017 18:00 | 2×             | verslag | 3×                | Sportska hala „Dragutin Tomašević“, Petrovac Toeschouwers: 1.600 Scheidsrechters: Jović, Arnautović (BIH) |

| Donderdag 28 september 2017 18:30 | Zweden   | 38–26   | Noord-Macedonië | Sparbanken Skåne Arena, Lund Toeschouwers: 2.300 Scheidsrechters: Kijauskaitė, Žalienė (LTU) |
| Donderdag 28 september 2017 18:30 | Hagman 8 | (18–13) | Gjeorgjievska 9 | Sparbanken Skåne Arena, Lund Toeschouwers: 2.300 Scheidsrechters: Kijauskaitė, Žalienė (LTU) |
| Donderdag 28 september 2017 18:30 | 2×       | verslag | 2× 3× 1×        | Sparbanken Skåne Arena, Lund Toeschouwers: 2.300 Scheidsrechters: Kijauskaitė, Žalienė (LTU) |

| Zondag 1 oktober 2017 17:00 | Faeröer           | 15–33   | Zweden    | Høllin á Hálsi, Tórshavn Toeschouwers: 411 Scheidsrechters: Christidi, Papamattheou (GRE) |
| Zondag 1 oktober 2017 17:00 | Armgarðardóttir 4 | (10–19) | Gulldén 6 | Høllin á Hálsi, Tórshavn Toeschouwers: 411 Scheidsrechters: Christidi, Papamattheou (GRE) |
| Zondag 1 oktober 2017 17:00 | 3× 2×             | verslag | 2×        | Høllin á Hálsi, Tórshavn Toeschouwers: 411 Scheidsrechters: Christidi, Papamattheou (GRE) |

| Zondag 1 oktober 2017 19:00 | Noord-Macedonië          | 27–33   | Servië         | SRC Kale, Skopje Toeschouwers: 700 Scheidsrechters: Lončar, Lončar (CRO) |
| Zondag 1 oktober 2017 19:00 | Gakidova, Keramichieva 6 | (15–14) | Krpež Slezak 9 | SRC Kale, Skopje Toeschouwers: 700 Scheidsrechters: Lončar, Lončar (CRO) |
| Zondag 1 oktober 2017 19:00 | 2× 3×                    | verslag | 1× 2×          | SRC Kale, Skopje Toeschouwers: 700 Scheidsrechters: Lončar, Lončar (CRO) |

| Woensdag 21 maart 2018 18:00 | Servië         | 30–23   | Zweden   | Čair Sports Center, Niš Toeschouwers: 2.500 Scheidsrechters: Andorka, Hucker (HUN) |
| Woensdag 21 maart 2018 18:00 | Krpež Slezak 8 | (9–15)  | Hagman 5 | Čair Sports Center, Niš Toeschouwers: 2.500 Scheidsrechters: Andorka, Hucker (HUN) |
| Woensdag 21 maart 2018 18:00 | 3× 1×          | verslag | 2×       | Čair Sports Center, Niš Toeschouwers: 2.500 Scheidsrechters: Andorka, Hucker (HUN) |

| Woensdag 21 maart 2018 19:00 | Faeröer     | 15–22   | Noord-Macedonië | Høllin á Hálsi, Tórshavn Toeschouwers: 415 Scheidsrechters: Hájek, Macho (CZE) |
| Woensdag 21 maart 2018 19:00 | Samuelsen 5 | (7–7)   | Ristovska 8     | Høllin á Hálsi, Tórshavn Toeschouwers: 415 Scheidsrechters: Hájek, Macho (CZE) |
| Woensdag 21 maart 2018 19:00 | 2×          | verslag | 2×              | Høllin á Hálsi, Tórshavn Toeschouwers: 415 Scheidsrechters: Hájek, Macho (CZE) |

| Zaterdag 24 maart 2018 16:00 | Zweden   | 31–30   | Servië          | Arena Skövde, Skövde Toeschouwers: 2.310 Scheidsrechters: Baumgart, Wild (GER) |
| Zaterdag 24 maart 2018 16:00 | Hagman 8 | (16–13) | Krpež Slezak 11 | Arena Skövde, Skövde Toeschouwers: 2.310 Scheidsrechters: Baumgart, Wild (GER) |
| Zaterdag 24 maart 2018 16:00 | 3× 2×    | verslag | 3× 5×           | Arena Skövde, Skövde Toeschouwers: 2.310 Scheidsrechters: Baumgart, Wild (GER) |

| Zondag 25 maart 2018 19:00 | Noord-Macedonië | 28–24   | Faeröer        | SRC Kale, Skopje Toeschouwers: 700 Scheidsrechters: Di Domenico, Fornasier (ITA) |
| Zondag 25 maart 2018 19:00 | Sazdovska 7     | (14–8)  | drie spelers 5 | SRC Kale, Skopje Toeschouwers: 700 Scheidsrechters: Di Domenico, Fornasier (ITA) |
| Zondag 25 maart 2018 19:00 | 3×              | verslag | 3× 7×          | SRC Kale, Skopje Toeschouwers: 700 Scheidsrechters: Di Domenico, Fornasier (ITA) |

| Woensdag 30 mei 2018 19:00 | Noord-Macedonië      | 20–32   | Zweden    | SRC Kale, Skopje Toeschouwers: 600 Scheidsrechters: Hofer, Schmidhuber (AUT) |
| Woensdag 30 mei 2018 19:00 | Janeska, Ristovska 5 | (7–16)  | Roberts 7 | SRC Kale, Skopje Toeschouwers: 600 Scheidsrechters: Hofer, Schmidhuber (AUT) |
| Woensdag 30 mei 2018 19:00 | 2× 4×                | verslag | 2× 3×     | SRC Kale, Skopje Toeschouwers: 600 Scheidsrechters: Hofer, Schmidhuber (AUT) |

| Woensdag 30 mei 2018 19:00 | Faeröer  | 17–33   | Servië                    | Høllin á Hálsi, Tórshavn Toeschouwers: 250 Scheidsrechters: Hermann, Madsen (DEN) |
| Woensdag 30 mei 2018 19:00 | Hansen 4 | (11–17) | Krpež Slezak, Pop-Lazić 6 | Høllin á Hálsi, Tórshavn Toeschouwers: 250 Scheidsrechters: Hermann, Madsen (DEN) |
| Woensdag 30 mei 2018 19:00 | 3× 1×    | verslag | 3× 2×                     | Høllin á Hálsi, Tórshavn Toeschouwers: 250 Scheidsrechters: Hermann, Madsen (DEN) |

| Zaterdag 2 juni 2018 16:00 | Zweden         | 32–13   | Faeröer    | Idrottshuset, Örebro Toeschouwers: 1.574 Scheidsrechters: Sá, Sá (POR) |
| Zaterdag 2 juni 2018 16:00 | drie spelers 4 | (17–4)  | Eystberg 6 | Idrottshuset, Örebro Toeschouwers: 1.574 Scheidsrechters: Sá, Sá (POR) |
| Zaterdag 2 juni 2018 16:00 | 2×             | verslag | 1× 6×      | Idrottshuset, Örebro Toeschouwers: 1.574 Scheidsrechters: Sá, Sá (POR) |

| Zondag 3 juni 2018 18:00 | Servië                    | 35–30   | Noord-Macedonië | Čair Sports Center, Niš Toeschouwers: 1.000 Scheidsrechters: Doychinov, Goretsov (BUL) |
| Zondag 3 juni 2018 18:00 | Krpež Slezak, Obradović 6 | (16–13) | Gjeorgjievska 9 | Čair Sports Center, Niš Toeschouwers: 1.000 Scheidsrechters: Doychinov, Goretsov (BUL) |
| Zondag 3 juni 2018 18:00 | 1× 2×                     | verslag | 1× 3×           | Čair Sports Center, Niš Toeschouwers: 1.000 Scheidsrechters: Doychinov, Goretsov (BUL) |

### Groep 4
| Pos | Team       | Wed | W | G | V | Ptn | DV  | DT  | +/− | Kwalificatie |
| --- | ---------- | --- | - | - | - | --- | --- | --- | --- | ------------ |
| 1   | Roemenië   | 6   | 5 | 0 | 1 | 10  | 179 | 149 | +30 | Eindtoernooi |
| 2   | Rusland    | 6   | 4 | 0 | 2 | 8   | 168 | 152 | +16 | Eindtoernooi |
| 3   | Oostenrijk | 6   | 3 | 0 | 3 | 6   | 163 | 169 | −6  |              |
| 4   | Portugal   | 6   | 0 | 0 | 6 | 0   | 147 | 187 | −40 |              |

| Woensdag 27 september 2017 19:00 | Roemenië       | 36–25   | Oostenrijk | Traian Sports Hall, Râmnicu Vâlcea Toeschouwers: 2.700 Scheidsrechters: Álvarez, Bustamante (ESP) |
| Woensdag 27 september 2017 19:00 | vier spelers 5 | (18–11) | Frey 8     | Traian Sports Hall, Râmnicu Vâlcea Toeschouwers: 2.700 Scheidsrechters: Álvarez, Bustamante (ESP) |
| Woensdag 27 september 2017 19:00 | 2× 5×          | verslag | 2× 3×      | Traian Sports Hall, Râmnicu Vâlcea Toeschouwers: 2.700 Scheidsrechters: Álvarez, Bustamante (ESP) |

| Donderdag 28 september 2017 19:30 | Rusland               | 32–25   | Portugal          | Krylatskoye Sports Palace, Moskou Toeschouwers: 2.000 Scheidsrechters: Praštalo, Todorović (BIH) |
| Donderdag 28 september 2017 19:30 | Kochetova, Makeyeva 6 | (13–14) | Correia, Soares 5 | Krylatskoye Sports Palace, Moskou Toeschouwers: 2.000 Scheidsrechters: Praštalo, Todorović (BIH) |
| Donderdag 28 september 2017 19:30 | 3× 2×                 | verslag | 3× 4×             | Krylatskoye Sports Palace, Moskou Toeschouwers: 2.000 Scheidsrechters: Praštalo, Todorović (BIH) |

| Zaterdag 30 september 2017 18:00 | Oostenrijk | 27–25   | Rusland     | BSFZ Südstadt, Maria Enzersdorf Toeschouwers: 950 Scheidsrechters: Lidacka, Lesiak (POL) |
| Zaterdag 30 september 2017 18:00 | Frey 7     | (13–16) | Kochetova 5 | BSFZ Südstadt, Maria Enzersdorf Toeschouwers: 950 Scheidsrechters: Lidacka, Lesiak (POL) |
| Zaterdag 30 september 2017 18:00 | 3× 5×      | verslag | 2× 1×       | BSFZ Südstadt, Maria Enzersdorf Toeschouwers: 950 Scheidsrechters: Lidacka, Lesiak (POL) |

| Zondag 1 oktober 2017 15:00 | Portugal        | 16–32   | Roemenië     | Pavilhão Gimnodesportivo Municipal de Luso, Luso Toeschouwers: 1.200 Scheidsrechters: Antić, Jakovljević (SRB) |
| Zondag 1 oktober 2017 15:00 | Lopes, Soares 4 | (5–16)  | Udriștioiu 7 | Pavilhão Gimnodesportivo Municipal de Luso, Luso Toeschouwers: 1.200 Scheidsrechters: Antić, Jakovljević (SRB) |
| Zondag 1 oktober 2017 15:00 | 2× 4× 1×        | verslag | 2× 3×        | Pavilhão Gimnodesportivo Municipal de Luso, Luso Toeschouwers: 1.200 Scheidsrechters: Antić, Jakovljević (SRB) |

| Woensdag 21 maart 2018 19:30 | Rusland      | 30–25   | Roemenië | Lada Arena, Tolyatti Toeschouwers: 5.100 Scheidsrechters: Chaskis, Tsakonas (GRE) |
| Woensdag 21 maart 2018 19:30 | Dmitrieva 10 | (17–15) | Neagu 9  | Lada Arena, Tolyatti Toeschouwers: 5.100 Scheidsrechters: Chaskis, Tsakonas (GRE) |
| Woensdag 21 maart 2018 19:30 | 3× 5×        | verslag | 3×       | Lada Arena, Tolyatti Toeschouwers: 5.100 Scheidsrechters: Chaskis, Tsakonas (GRE) |

| Donderdag 22 maart 2018 20:30 | Portugal     | 30–32   | Oostenrijk     | Municipal Hall Tondela, Tondela Toeschouwers: 950 Scheidsrechters: Mitrović, Vešović (MNE) |
| Donderdag 22 maart 2018 20:30 | Rodrigues 10 | (11–17) | Scheffknecht 9 | Municipal Hall Tondela, Tondela Toeschouwers: 950 Scheidsrechters: Mitrović, Vešović (MNE) |
| Donderdag 22 maart 2018 20:30 | 2× 4×        | verslag | 3× 5×          | Municipal Hall Tondela, Tondela Toeschouwers: 950 Scheidsrechters: Mitrović, Vešović (MNE) |

| Zaterdag 24 maart 2018 20:25 | Oostenrijk     | 29–24   | Portugal | Handball-Arena Rieden/Vorkloster, Bregenz Toeschouwers: 1.400 Scheidsrechters: Mandák, Rudinský (SVK) |
| Zaterdag 24 maart 2018 20:25 | Scheffknecht 6 | (16–11) | Soares 7 | Handball-Arena Rieden/Vorkloster, Bregenz Toeschouwers: 1.400 Scheidsrechters: Mandák, Rudinský (SVK) |
| Zaterdag 24 maart 2018 20:25 | 3× 8×          | verslag | 3× 5×    | Handball-Arena Rieden/Vorkloster, Bregenz Toeschouwers: 1.400 Scheidsrechters: Mandák, Rudinský (SVK) |

| Zondag 25 maart 2018 18:30 | Roemenië   | 26–25   | Rusland                 | BT Arena, Cluj-Napoca Toeschouwers: 8.000 Scheidsrechters: Christiansen, Hansen (DEN) |
| Zondag 25 maart 2018 18:30 | Buceschi 6 | (15–12) | Kuznetsova, Vedekhina 5 | BT Arena, Cluj-Napoca Toeschouwers: 8.000 Scheidsrechters: Christiansen, Hansen (DEN) |
| Zondag 25 maart 2018 18:30 | 1× 2×      | verslag | 2×                      | BT Arena, Cluj-Napoca Toeschouwers: 8.000 Scheidsrechters: Christiansen, Hansen (DEN) |

| Donderdag 31 mei 2018 17:00 | Portugal           | 24–30   | Rusland       | Pavilhão Multiusos de Sines, Sines Toeschouwers: 1.000 Scheidsrechters: Herczeg, Südi (HUN) |
| Donderdag 31 mei 2018 17:00 | Ferreira, Soares 5 | (14–15) | Vyakhireva 11 | Pavilhão Multiusos de Sines, Sines Toeschouwers: 1.000 Scheidsrechters: Herczeg, Südi (HUN) |
| Donderdag 31 mei 2018 17:00 | 3× 2× 1×           | verslag | 3× 2×         | Pavilhão Multiusos de Sines, Sines Toeschouwers: 1.000 Scheidsrechters: Herczeg, Südi (HUN) |

| Donderdag 31 mei 2018 20:25 | Oostenrijk     | 25–28   | Roemenië   | Olympiahalle, Innsbruck Toeschouwers: 1.500 Scheidsrechters: Pech, Vágvölgyi (HUN) |
| Donderdag 31 mei 2018 20:25 | Scheffknecht 9 | (11–13) | Buceschi 8 | Olympiahalle, Innsbruck Toeschouwers: 1.500 Scheidsrechters: Pech, Vágvölgyi (HUN) |
| Donderdag 31 mei 2018 20:25 | 2× 5×          | verslag | 3× 4× 1×   | Olympiahalle, Innsbruck Toeschouwers: 1.500 Scheidsrechters: Pech, Vágvölgyi (HUN) |

| Zondag 3 juni 2018 15:00 | Rusland       | 26–25   | Oostenrijk | Sportcomplex "Zvezdniy", Astrakhan Toeschouwers: 6.000 Scheidsrechters: Marić, Mašić (SRB) |
| Zondag 3 juni 2018 15:00 | Vyakhireva 12 | (16–13) | Kovács 10  | Sportcomplex "Zvezdniy", Astrakhan Toeschouwers: 6.000 Scheidsrechters: Marić, Mašić (SRB) |
| Zondag 3 juni 2018 15:00 | 3× 1×         | verslag | 3× 5×      | Sportcomplex "Zvezdniy", Astrakhan Toeschouwers: 6.000 Scheidsrechters: Marić, Mašić (SRB) |

| Zondag 3 juni 2018 18:30 | Roemenië    | 32–28   | Portugal | Sala Sporturilor Romeo Iamandi, Buzău Toeschouwers: 2.000 Scheidsrechters: Duplii, Kaverina (UKR) |
| Zondag 3 juni 2018 18:30 | Buceschi 10 | (19–13) | Soares 6 | Sala Sporturilor Romeo Iamandi, Buzău Toeschouwers: 2.000 Scheidsrechters: Duplii, Kaverina (UKR) |
| Zondag 3 juni 2018 18:30 | 2× 3×       | verslag | 3×       | Sala Sporturilor Romeo Iamandi, Buzău Toeschouwers: 2.000 Scheidsrechters: Duplii, Kaverina (UKR) |

### Groep 5
| Pos | Team       | Wed | W | G | V | Ptn | DV  | DT  | +/− | Kwalificatie                                                    |
| --- | ---------- | --- | - | - | - | --- | --- | --- | --- | --------------------------------------------------------------- |
| 1   | Denemarken | 6   | 6 | 0 | 0 | 12  | 153 | 117 | +36 | Eindtoernooi                                                    |
| 2   | Tsjechië   | 6   | 2 | 2 | 2 | 6   | 155 | 152 | +3  | Eindtoernooi                                                    |
| 3   | Slovenië   | 6   | 1 | 3 | 2 | 5   | 161 | 159 | +2  | Beste als derde geëindigde team geplaatst voor het eindtoernooi |
| 4   | IJsland    | 6   | 0 | 1 | 5 | 1   | 126 | 167 | −41 |                                                                 |

| Woensdag 27 september 2017 20:10 | Tsjechië   | 30–23   | IJsland         | Sportovní hala Euronics Zlín, Zlín Toeschouwers: 900 Scheidsrechters: Năstase, Stancu (ROU) |
| Woensdag 27 september 2017 20:10 | Hrbková 10 | (15–11) | Haraldsdóttir 6 | Sportovní hala Euronics Zlín, Zlín Toeschouwers: 900 Scheidsrechters: Năstase, Stancu (ROU) |
| Woensdag 27 september 2017 20:10 | 2×         | verslag | 2× 5×           | Sportovní hala Euronics Zlín, Zlín Toeschouwers: 900 Scheidsrechters: Năstase, Stancu (ROU) |

| Woensdag 27 september 2017 21:00 | Denemarken | 28–22   | Slovenië | Farum Arena, Farum Toeschouwers: 2.225 Scheidsrechters: Herczeg, Südi (HUN) |
| Woensdag 27 september 2017 21:00 | Heindahl 8 | (12–11) | Stanko 6 | Farum Arena, Farum Toeschouwers: 2.225 Scheidsrechters: Herczeg, Südi (HUN) |
| Woensdag 27 september 2017 21:00 | 2× 3×      | verslag | 3×       | Farum Arena, Farum Toeschouwers: 2.225 Scheidsrechters: Herczeg, Südi (HUN) |

| Zondag 1 oktober 2017 15:00 | IJsland                | 14–29   | Denemarken | Laugardalshöll, Reykjavík Toeschouwers: 653 Scheidsrechters: Merz, Schilha (GER) |
| Zondag 1 oktober 2017 15:00 | Pálsdóttir, Thompson 3 | (4–13)  | Tranborg 8 | Laugardalshöll, Reykjavík Toeschouwers: 653 Scheidsrechters: Merz, Schilha (GER) |
| Zondag 1 oktober 2017 15:00 | 3× 2×                  | verslag | 3× 5×      | Laugardalshöll, Reykjavík Toeschouwers: 653 Scheidsrechters: Merz, Schilha (GER) |

| Zondag 1 oktober 2017 18:00 | Slovenië  | 28–28   | Tsjechië   | Zlatorog Arena, Celje Toeschouwers: 500 Scheidsrechters: Chaskis, Tsakonas (GRE) |
| Zondag 1 oktober 2017 18:00 | Stanko 11 | (15–14) | Luzumová 7 | Zlatorog Arena, Celje Toeschouwers: 500 Scheidsrechters: Chaskis, Tsakonas (GRE) |
| Zondag 1 oktober 2017 18:00 | 3× 5×     | verslag | 3× 4×      | Zlatorog Arena, Celje Toeschouwers: 500 Scheidsrechters: Chaskis, Tsakonas (GRE) |

| Woensdag 21 maart 2018 17:00 | Tsjechië       | 21–26   | Denemarken     | Sportovní hala města Plzně, Plzeň Toeschouwers: 850 Scheidsrechters: Covalciuc, Covalciuc (MDA) |
| Woensdag 21 maart 2018 17:00 | drie spelers 5 | (14–15) | S. Jørgensen 6 | Sportovní hala města Plzně, Plzeň Toeschouwers: 850 Scheidsrechters: Covalciuc, Covalciuc (MDA) |
| Woensdag 21 maart 2018 17:00 | 2×             | verslag | 3× 6× 1×       | Sportovní hala města Plzně, Plzeň Toeschouwers: 850 Scheidsrechters: Covalciuc, Covalciuc (MDA) |

| Woensdag 21 maart 2018 19:30 | IJsland         | 30–30   | Slovenië | Laugardalshöll, Reykjavík Toeschouwers: 750 Scheidsrechters: Vranes, Wenninger (AUT) |
| Woensdag 21 maart 2018 19:30 | Örvarsdottir 10 | (16–17) | Gros 7   | Laugardalshöll, Reykjavík Toeschouwers: 750 Scheidsrechters: Vranes, Wenninger (AUT) |
| Woensdag 21 maart 2018 19:30 | 2× 5×           | verslag | 2× 3×    | Laugardalshöll, Reykjavík Toeschouwers: 750 Scheidsrechters: Vranes, Wenninger (AUT) |

| Zaterdag 24 maart 2018 16:10 | Denemarken     | 21–20   | Tsjechië   | Ceres Arena, Aarhus Toeschouwers: 3.872 Scheidsrechters: Marić, Mašić (SRB) |
| Zaterdag 24 maart 2018 16:10 | S. Jørgensen 4 | (13–9)  | Luzumová 6 | Ceres Arena, Aarhus Toeschouwers: 3.872 Scheidsrechters: Marić, Mašić (SRB) |
| Zaterdag 24 maart 2018 16:10 | 3×             | verslag | 3× 2×      | Ceres Arena, Aarhus Toeschouwers: 3.872 Scheidsrechters: Marić, Mašić (SRB) |

| Zondag 25 maart 2018 17:00 | Slovenië | 28–18   | IJsland         | Golovec Hall, Celje Toeschouwers: 1.200 Scheidsrechters: Scevola, Alperan (ITA) |
| Zondag 25 maart 2018 17:00 | Gros 7   | (15–10) | Haraldsdóttir 4 | Golovec Hall, Celje Toeschouwers: 1.200 Scheidsrechters: Scevola, Alperan (ITA) |
| Zondag 25 maart 2018 17:00 | 3× 5×    | verslag | 3× 4×           | Golovec Hall, Celje Toeschouwers: 1.200 Scheidsrechters: Scevola, Alperan (ITA) |

| Woensdag 30 mei 2018 18:00 | Slovenië | 23–29   | Denemarken       | Golovec Hall, Celje Toeschouwers: 1.550 Scheidsrechters: Mandák, Rudinský (SVK) |
| Woensdag 30 mei 2018 18:00 | Gros 12  | (12–14) | Hansen, Woller 5 | Golovec Hall, Celje Toeschouwers: 1.550 Scheidsrechters: Mandák, Rudinský (SVK) |
| Woensdag 30 mei 2018 18:00 | 3×       | verslag | 2× 6×            | Golovec Hall, Celje Toeschouwers: 1.550 Scheidsrechters: Mandák, Rudinský (SVK) |

| Woensdag 30 mei 2018 19:30 | IJsland       | 24–26   | Tsjechië   | Laugardalshöll, Reykjavík Toeschouwers: 550 Scheidsrechters: Brehmer, Skowronek (POL) |
| Woensdag 30 mei 2018 19:30 | Knútsdóttir 7 | (9–14)  | Luzumová 8 | Laugardalshöll, Reykjavík Toeschouwers: 550 Scheidsrechters: Brehmer, Skowronek (POL) |
| Woensdag 30 mei 2018 19:30 | 3×            | verslag | 2× 1×      | Laugardalshöll, Reykjavík Toeschouwers: 550 Scheidsrechters: Brehmer, Skowronek (POL) |

| Zaterdag 2 juni 2018 16:10 | Denemarken     | 24–17   | IJsland      | Forum Horsens Arena, Horsens Toeschouwers: 2.089 Scheidsrechters: Bennani, Bennani (SWE) |
| Zaterdag 2 juni 2018 16:10 | drie spelers 4 | (12–6)  | Pálsdóttir 4 | Forum Horsens Arena, Horsens Toeschouwers: 2.089 Scheidsrechters: Bennani, Bennani (SWE) |
| Zaterdag 2 juni 2018 16:10 | 3× 6×          | verslag | 3× 1×        | Forum Horsens Arena, Horsens Toeschouwers: 2.089 Scheidsrechters: Bennani, Bennani (SWE) |

| Zondag 3 juni 2018 19:00 | Tsjechië   | 30–30   | Slovenië       | Sportovni hala Banik Most, Most Toeschouwers: 1.100 Scheidsrechters: Alpaidze, Berezkina (RUS) |
| Zondag 3 juni 2018 19:00 | Luzumová 9 | (17–12) | drie spelers 6 | Sportovni hala Banik Most, Most Toeschouwers: 1.100 Scheidsrechters: Alpaidze, Berezkina (RUS) |
| Zondag 3 juni 2018 19:00 | 2× 3×      | verslag | 3× 4×          | Sportovni hala Banik Most, Most Toeschouwers: 1.100 Scheidsrechters: Alpaidze, Berezkina (RUS) |

### Groep 6
| Pos | Team      | Wed | W | G | V | Ptn | DV  | DT  | +/− | Kwalificatie |
| --- | --------- | --- | - | - | - | --- | --- | --- | --- | ------------ |
| 1   | Spanje    | 6   | 5 | 0 | 1 | 10  | 161 | 123 | +38 | Eindtoernooi |
| 2   | Duitsland | 6   | 4 | 1 | 1 | 9   | 177 | 121 | +56 | Eindtoernooi |
| 3   | Turkije   | 6   | 1 | 1 | 4 | 3   | 118 | 173 | −55 |              |
| 4   | Litouwen  | 6   | 0 | 2 | 4 | 2   | 117 | 156 | −39 |              |

| Woensdag 27 september 2017 20:00 | Spanje    | 35–16   | Turkije    | Pabellón Polideportivo Javier Imbroda Ortiz, Melilla Toeschouwers: 1.800 Scheidsrechters: Bounouara, Sami (FRA) |
| Woensdag 27 september 2017 20:00 | Martín 12 | (18–7)  | Adıyaman 5 | Pabellón Polideportivo Javier Imbroda Ortiz, Melilla Toeschouwers: 1.800 Scheidsrechters: Bounouara, Sami (FRA) |
| Woensdag 27 september 2017 20:00 | 3× 2×     | verslag | 3×         | Pabellón Polideportivo Javier Imbroda Ortiz, Melilla Toeschouwers: 1.800 Scheidsrechters: Bounouara, Sami (FRA) |

| Woensdag 27 september 2017 20:00 | Duitsland | 26–26   | Litouwen  | Große EWE Arena, Oldenburg Toeschouwers: 2.154 Scheidsrechters: Sigurjónsson, Pétursson (ISL) |
| Woensdag 27 september 2017 20:00 | Bölk 6    | (11–14) | Gedroit 9 | Große EWE Arena, Oldenburg Toeschouwers: 2.154 Scheidsrechters: Sigurjónsson, Pétursson (ISL) |
| Woensdag 27 september 2017 20:00 | 3× 5×     | verslag | 3× 5×     | Große EWE Arena, Oldenburg Toeschouwers: 2.154 Scheidsrechters: Sigurjónsson, Pétursson (ISL) |

| Zondag 1 oktober 2017 17:00 | Turkije | 16–30   | Duitsland | Amasya Spor Salonu, Amasya Toeschouwers: 2.500 Scheidsrechters: Vujačić, Kažanegra (MNE) |
| Zondag 1 oktober 2017 17:00 | İskit 6 | (11–14) | Huber 6   | Amasya Spor Salonu, Amasya Toeschouwers: 2.500 Scheidsrechters: Vujačić, Kažanegra (MNE) |
| Zondag 1 oktober 2017 17:00 | 3× 6×   | verslag | 3× 4×     | Amasya Spor Salonu, Amasya Toeschouwers: 2.500 Scheidsrechters: Vujačić, Kažanegra (MNE) |

| Zondag 1 oktober 2017 19:00 | Litouwen       | 17–24   | Spanje   | Alytus Arena, Alytus Toeschouwers: 650 Scheidsrechters: Alpaidze, Berezkina (RUS) |
| Zondag 1 oktober 2017 19:00 | Ivanauskaitė 9 | (9–9)   | Cabral 8 | Alytus Arena, Alytus Toeschouwers: 650 Scheidsrechters: Alpaidze, Berezkina (RUS) |
| Zondag 1 oktober 2017 19:00 | 3× 2×          | verslag | 3× 2×    | Alytus Arena, Alytus Toeschouwers: 650 Scheidsrechters: Alpaidze, Berezkina (RUS) |

| Woensdag 21 maart 2018 19:00 | Duitsland | 33–24   | Spanje   | Scharrena Stuttgart, Stuttgart Toeschouwers: 1.735 Scheidsrechters: Florescu, Stoia (ROU) |
| Woensdag 21 maart 2018 19:00 | Smits 5   | (16–13) | Cabral 6 | Scharrena Stuttgart, Stuttgart Toeschouwers: 1.735 Scheidsrechters: Florescu, Stoia (ROU) |
| Woensdag 21 maart 2018 19:00 | 3× 4×     | verslag | 3×       | Scharrena Stuttgart, Stuttgart Toeschouwers: 1.735 Scheidsrechters: Florescu, Stoia (ROU) |

| Donderdag 22 maart 2018 19:00 | Litouwen       | 22–22   | Turkije | Kaunas Sports Hall, Kaunas Toeschouwers: 1.450 Scheidsrechters: Buache, Meyer (SUI) |
| Donderdag 22 maart 2018 19:00 | Ivanauskaitė 6 | (9–12)  | Özel 7  | Kaunas Sports Hall, Kaunas Toeschouwers: 1.450 Scheidsrechters: Buache, Meyer (SUI) |
| Donderdag 22 maart 2018 19:00 | 3×             | verslag | 2× 5×   | Kaunas Sports Hall, Kaunas Toeschouwers: 1.450 Scheidsrechters: Buache, Meyer (SUI) |

| Zaterdag 24 maart 2018 20:00 | Spanje   | 27–23   | Duitsland | Polideportivo Municipal José Antonio Gasca, San Sebastián Toeschouwers: 2.448 Scheidsrechters: Brehmer, Skowronek (POL) |
| Zaterdag 24 maart 2018 20:00 | Cabral 7 | (12–9)  | Schulze 5 | Polideportivo Municipal José Antonio Gasca, San Sebastián Toeschouwers: 2.448 Scheidsrechters: Brehmer, Skowronek (POL) |
| Zaterdag 24 maart 2018 20:00 | 3×       | verslag | 3×        | Polideportivo Municipal José Antonio Gasca, San Sebastián Toeschouwers: 2.448 Scheidsrechters: Brehmer, Skowronek (POL) |

| Zondag 25 maart 2018 17:30 | Turkije  | 30–24   | Litouwen                | Hasan Dağı Spor Salonu, Aksaray Toeschouwers: 2.400 Scheidsrechters: Manea, Iliescu (ROU) |
| Zondag 25 maart 2018 17:30 | İskit 9  | (15–10) | Gedroit, Ivanauskaitė 8 | Hasan Dağı Spor Salonu, Aksaray Toeschouwers: 2.400 Scheidsrechters: Manea, Iliescu (ROU) |
| Zondag 25 maart 2018 17:30 | 3× 8× 1× | verslag | 2× 3×                   | Hasan Dağı Spor Salonu, Aksaray Toeschouwers: 2.400 Scheidsrechters: Manea, Iliescu (ROU) |

| Woensdag 30 mei 2018 17:00 | Turkije | 17–22   | Spanje     | Amasya Spor Salonu, Amasya Toeschouwers: 2.500 Scheidsrechters: Ilieva, Karbeska (MKD) |
| Woensdag 30 mei 2018 17:00 | İskit 8 | (9–9)   | González 7 | Amasya Spor Salonu, Amasya Toeschouwers: 2.500 Scheidsrechters: Ilieva, Karbeska (MKD) |
| Woensdag 30 mei 2018 17:00 | 2×      | verslag | 3× 2×      | Amasya Spor Salonu, Amasya Toeschouwers: 2.500 Scheidsrechters: Ilieva, Karbeska (MKD) |

| Donderdag 31 mei 2018 19:00 | Litouwen      | 11–25   | Duitsland | Alytus Arena, Alytus Toeschouwers: 350 Scheidsrechters: Konjičanin, Konjičanin (BIH) |
| Donderdag 31 mei 2018 19:00 | Šidlauskytė 3 | (6–10)  | Loerper 5 | Alytus Arena, Alytus Toeschouwers: 350 Scheidsrechters: Konjičanin, Konjičanin (BIH) |
| Donderdag 31 mei 2018 19:00 | 2× 3×         | verslag | 3× 6×     | Alytus Arena, Alytus Toeschouwers: 350 Scheidsrechters: Konjičanin, Konjičanin (BIH) |

| Zaterdag 2 juni 2018 16:00 | Duitsland | 40–17   | Turkije | Schwalbe-Arena, Gummersbach Toeschouwers: 1.424 Scheidsrechters: Lidacka, Lesiak (POL) |
| Zaterdag 2 juni 2018 16:00 | Stolle 6  | (20–10) | İskit 4 | Schwalbe-Arena, Gummersbach Toeschouwers: 1.424 Scheidsrechters: Lidacka, Lesiak (POL) |
| Zaterdag 2 juni 2018 16:00 | 3× 2×     | verslag | 3× 4×   | Schwalbe-Arena, Gummersbach Toeschouwers: 1.424 Scheidsrechters: Lidacka, Lesiak (POL) |

| Zaterdag 2 juni 2018 18:00 | Spanje       | 29–17   | Litouwen    | Quijote Arena, Ciudad Real Toeschouwers: 4.000 Scheidsrechters: Antić, Jakovljević (SRB) |
| Zaterdag 2 juni 2018 18:00 | Etxeberria 5 | (15–7)  | Kniubaitė 6 | Quijote Arena, Ciudad Real Toeschouwers: 4.000 Scheidsrechters: Antić, Jakovljević (SRB) |
| Zaterdag 2 juni 2018 18:00 | 3×           | verslag | 3×          | Quijote Arena, Ciudad Real Toeschouwers: 4.000 Scheidsrechters: Antić, Jakovljević (SRB) |

### Groep 7
| Pos | Team        | Wed | W | G | V | Ptn | DV  | DT  | +/−  | Kwalificatie |
| --- | ----------- | --- | - | - | - | --- | --- | --- | ---- | ------------ |
| 1   | Hongarije   | 6   | 5 | 0 | 1 | 10  | 170 | 108 | +62  | Eindtoernooi |
| 2   | Nederland   | 6   | 5 | 0 | 1 | 10  | 185 | 118 | +67  | Eindtoernooi |
| 3   | Wit-Rusland | 6   | 2 | 0 | 4 | 4   | 161 | 157 | +4   |              |
| 4   | Kosovo      | 6   | 0 | 0 | 6 | 0   | 95  | 228 | −133 |              |

1. 1 2  Hongarije 41–41 Nederland. Hongarije scoorde meer uit goals.

| Woensdag 27 september 2017 18:00 | Hongarije       | 37–12   | Kosovo          | Elek Gyula Aréna, Boedapest Toeschouwers: 1.100 Scheidsrechters: Backović, Palačković (SLO) |
| Woensdag 27 september 2017 18:00 | Bódi, Görbicz 6 | (18–5)  | Aliu, Rexhepi 4 | Elek Gyula Aréna, Boedapest Toeschouwers: 1.100 Scheidsrechters: Backović, Palačković (SLO) |
| Woensdag 27 september 2017 18:00 | 2× 1×           | verslag | 2×              | Elek Gyula Aréna, Boedapest Toeschouwers: 1.100 Scheidsrechters: Backović, Palačković (SLO) |

| Woensdag 27 september 2017 19:30 | Nederland | 33–21   | Wit-Rusland                 | Indoor-Sportcentrum Eindhoven, Eindhoven Toeschouwers: 4.500 Scheidsrechters: Christiansen, Hansen (DEN) |
| Woensdag 27 september 2017 19:30 | Abbingh 6 | (16–10) | Nestsiaruk, Shamanouskaya 5 | Indoor-Sportcentrum Eindhoven, Eindhoven Toeschouwers: 4.500 Scheidsrechters: Christiansen, Hansen (DEN) |
| Woensdag 27 september 2017 19:30 | 3× 2×     | verslag | 2× 3×                       | Indoor-Sportcentrum Eindhoven, Eindhoven Toeschouwers: 4.500 Scheidsrechters: Christiansen, Hansen (DEN) |

| Zondag 1 oktober 2017 14:30 | Wit-Rusland     | 18–25   | Hongarije | Minsk Sports Palace, Minsk Toeschouwers: 2.000 Scheidsrechters: Opava, Válek (CZE) |
| Zondag 1 oktober 2017 14:30 | Vasileuskaya 10 | (8–12)  | Görbicz 6 | Minsk Sports Palace, Minsk Toeschouwers: 2.000 Scheidsrechters: Opava, Válek (CZE) |
| Zondag 1 oktober 2017 14:30 | 2× 1×           | verslag | 3×        | Minsk Sports Palace, Minsk Toeschouwers: 2.000 Scheidsrechters: Opava, Válek (CZE) |

| Zondag 1 oktober 2017 20:00 | Kosovo  | 12–40   | Nederland | Palace of Youth and Sports, Pristina Toeschouwers: 400 Scheidsrechters: Sager, Styger (SUI) |
| Zondag 1 oktober 2017 20:00 | Demaj 5 | (4–19)  | Abbingh 8 | Palace of Youth and Sports, Pristina Toeschouwers: 400 Scheidsrechters: Sager, Styger (SUI) |
| Zondag 1 oktober 2017 20:00 | 2× 4×   | verslag | 3×        | Palace of Youth and Sports, Pristina Toeschouwers: 400 Scheidsrechters: Sager, Styger (SUI) |

| Woensdag 21 maart 2018 18:00 | Kosovo  | 22–31   | Wit-Rusland    | Palace of Youth and Sports, Pristina Toeschouwers: 1.000 Scheidsrechters: Hatipoğlu, Şimşek (TUR) |
| Woensdag 21 maart 2018 18:00 | Demaj 9 | (8–16)  | drie spelers 5 | Palace of Youth and Sports, Pristina Toeschouwers: 1.000 Scheidsrechters: Hatipoğlu, Şimşek (TUR) |
| Woensdag 21 maart 2018 18:00 | 3×      | verslag | 3×             | Palace of Youth and Sports, Pristina Toeschouwers: 1.000 Scheidsrechters: Hatipoğlu, Şimşek (TUR) |

| Donderdag 22 maart 2018 18:00 | Hongarije | 18–19   | Nederland     | Audi Aréna, Győr Toeschouwers: 5.000 Scheidsrechters: Brkic, Jusufhodzic (AUT) |
| Donderdag 22 maart 2018 18:00 | Hornyák 4 | (11–10) | Bont, Broch 6 | Audi Aréna, Győr Toeschouwers: 5.000 Scheidsrechters: Brkic, Jusufhodzic (AUT) |
| Donderdag 22 maart 2018 18:00 | 2×        | verslag | 3×            | Audi Aréna, Győr Toeschouwers: 5.000 Scheidsrechters: Brkic, Jusufhodzic (AUT) |

| Zondag 25 maart 2018 15:00 | Wit-Rusland | 41–18   | Kosovo  | Minsk Sports Palace, Minsk Toeschouwers: 1.550 Scheidsrechters: Jaškins, Žabko (LAT) |
| Zondag 25 maart 2018 15:00 | Kotsina 10  | (21–9)  | Demaj 7 | Minsk Sports Palace, Minsk Toeschouwers: 1.550 Scheidsrechters: Jaškins, Žabko (LAT) |
| Zondag 25 maart 2018 15:00 | 2×          | verslag | 2× 3×   | Minsk Sports Palace, Minsk Toeschouwers: 1.550 Scheidsrechters: Jaškins, Žabko (LAT) |

| Zondag 25 maart 2018 16:00 | Nederland | 22–23   | Hongarije   | Indoor-Sportcentrum Eindhoven, Eindhoven Toeschouwers: 6.000 Scheidsrechters: Bonaventura, Bonaventura (FRA) |
| Zondag 25 maart 2018 16:00 | Abbingh 8 | (12–12) | Kovacsics 6 | Indoor-Sportcentrum Eindhoven, Eindhoven Toeschouwers: 6.000 Scheidsrechters: Bonaventura, Bonaventura (FRA) |
| Zondag 25 maart 2018 16:00 | 3× 4×     | verslag | 3× 5×       | Indoor-Sportcentrum Eindhoven, Eindhoven Toeschouwers: 6.000 Scheidsrechters: Bonaventura, Bonaventura (FRA) |

| Woensdag 30 mei 2018 18:00 | Kosovo     | 15–37   | Hongarije          | Bill Clinton Arena, Ferizaj Toeschouwers: 500 Scheidsrechters: Hájek, Macho (CZE) |
| Woensdag 30 mei 2018 18:00 | Gjikokaj 5 | (3–16)  | Hornyák, Schatzl 7 | Bill Clinton Arena, Ferizaj Toeschouwers: 500 Scheidsrechters: Hájek, Macho (CZE) |
| Woensdag 30 mei 2018 18:00 | 2×         | verslag | 2× 1×              | Bill Clinton Arena, Ferizaj Toeschouwers: 500 Scheidsrechters: Hájek, Macho (CZE) |

| Donderdag 31 mei 2018 19:00 | Wit-Rusland | 28–29   | Nederland | Minsk Sports Palace, Minsk Toeschouwers: 2.300 Scheidsrechters: Năstase, Stancu (ROU) |
| Donderdag 31 mei 2018 19:00 | Mazgo 9     | (13–16) | Groot 10  | Minsk Sports Palace, Minsk Toeschouwers: 2.300 Scheidsrechters: Năstase, Stancu (ROU) |
| Donderdag 31 mei 2018 19:00 | 2×          | verslag | 1×        | Minsk Sports Palace, Minsk Toeschouwers: 2.300 Scheidsrechters: Năstase, Stancu (ROU) |

| Zaterdag 2 juni 2018 15:00 | Nederland    | 42–16   | Kosovo     | Topsportcentrum, Almere Toeschouwers: 2.400 Scheidsrechters: Kijauskaitė, Žalienė (LTU) |
| Zaterdag 2 juni 2018 15:00 | Nieuwenweg 8 | (21–10) | Merditaj 6 | Topsportcentrum, Almere Toeschouwers: 2.400 Scheidsrechters: Kijauskaitė, Žalienė (LTU) |
| Zaterdag 2 juni 2018 15:00 | 3× 5×        | verslag | 3× 2×      | Topsportcentrum, Almere Toeschouwers: 2.400 Scheidsrechters: Kijauskaitė, Žalienė (LTU) |

| Zaterdag 2 juni 2018 16:30 | Hongarije | 30–22   | Wit-Rusland    | Messzi István Sportcsarnok, Kecskemét Toeschouwers: 1.866 Scheidsrechters: Arntsen, Røen (NOR) |
| Zaterdag 2 juni 2018 16:30 | Hornyák 7 | (12–13) | Vasileuskaya 5 | Messzi István Sportcsarnok, Kecskemét Toeschouwers: 1.866 Scheidsrechters: Arntsen, Røen (NOR) |
| Zaterdag 2 juni 2018 16:30 | 2×        | verslag | 2×             | Messzi István Sportcsarnok, Kecskemét Toeschouwers: 1.866 Scheidsrechters: Arntsen, Røen (NOR) |

### Ranking van de derde geklasseerde teams
Om te bepalen welk team, het beste derde geklasseerde team is uit de verschillende groepen, worden alleen de resultaten tegen de eerste en tweede geklasseerde teams meegenomen. De resultaten tegen de vierde geklasseerde teams worden buiten beschouwing gelaten. Per saldo tellen 4 wedstrijden per team mee.
| Pos | Team            | Wed | W | G | V | Ptn | DV  | DT  | +/− | Kwalificatie |
| --- | --------------- | --- | - | - | - | --- | --- | --- | --- | ------------ |
| 1   | Slovenië        | 4   | 0 | 2 | 2 | 2   | 103 | 115 | −12 | Eindtoernooi |
| 2   | Oostenrijk      | 4   | 1 | 0 | 3 | 2   | 102 | 115 | −13 |              |
| 3   | Slowakije       | 4   | 0 | 0 | 4 | 0   | 88  | 106 | −18 |              |
| 4   | Wit-Rusland     | 4   | 0 | 0 | 4 | 0   | 89  | 108 | −19 |              |
| 5   | Noord-Macedonië | 4   | 0 | 0 | 4 | 0   | 103 | 138 | −35 |              |
| 6   | Zwitserland     | 4   | 0 | 0 | 4 | 0   | 74  | 135 | −61 |              |
| 7   | Turkije         | 4   | 0 | 0 | 4 | 0   | 66  | 127 | −61 |              |